# Nicrophorus lunatus
Nicrophorus lunatus är en skalbaggsart som beskrevs av Fischer von Waldheim 1842. Nicrophorus lunatus ingår i släktet Nicrophorus och familjen asbaggar. Inga underarter finns listade i Catalogue of Life.